# Ісламський фемінізм

Символ ісламського фемінізму

Ісламський фемінізм (англ. Islamic feminism) — течія фемінізму, пов'язана з роллю жінки в ісламі. Спрямований на повну рівність всіх мусульман, незалежно від статі, суспільного та приватного життя. Ісламські феміністки виступають за права жінок, гендерну рівність та соціальну справедливість, засновані на ісламі. Прихильниці руху прагнуть підкреслити глибокі корені вчення рівності в релігії і створити рівніше і справедливіше суспільство.
В деяких мусульманських країнах главами держав і прем'єр-міністерками ставали жінки: Беназір Бхутто в Пакистані, Маме Мадіор Боє в Сенегалі, Тансу Чілер у Туреччині, Качуша Яшарі в Косово і Мегаваті Сукарнопутрі в Індонезії.

## Історія

### Ранні реформи в ісламі
На початку VII століття в ісламському суспільстві було проведено реформи в галузі прав жінок, які порушили такі аспекти, як шлюб, розлучення і спадкування. Жінки не користувалися таким правовим статусом в інших культурах, зокрема й у країнах Заходу. Оксфордський словник з ісламу Dictionary of Islam пише, що з виникненням ісламу в арабському суспільстві відбулося поліпшення становища жінок, включно з забороною на вбивство новонароджених дівчаток і визнання жінки повноцінною особистістю. За ісламськими законами, шлюб розглядається не як стан, а як угода, в якій потрібна згода жінки. Жінки отримали право успадкування, при тому що раніше таким правом володіли тільки родичі чоловічої статі.

## Основні ідеї та представниці

### Золота доба ісламу
Незважаючи на те, що феміністський рух виник порівняно недавно, в ісламському суспільстві були ті, хто виступали за поліпшення прав жінок. Серед них середньовічний містик і філософ Ібн Арабі, який стверджував, що жінки можуть досягти високого духовного стану так само, як і чоловіки[неавторитетне джерело], а також Нана Асмау, дочка реформатора XVIII століття дана Фодіо Усмана, яка наполягала на поширенні грамотності серед мусульманок[сторінка?].

##### Освіта
Жінки відігравали важливу роль в заснуванні багатьох ісламських навчальних закладів, наприклад, Фатіма аль-Фіхрі 859 року заснувала університет аль-Карауїн. Згідно з сирійськім істориком Ібн Асакиром у XII столітті з'явилася можливість для жіночої освіти. Він писав, що дівчата і жінки могли вчитися, заробляти іджазу (науковий ступінь), а також кваліфікуватися як вчені (улеми) і вчителі. Це було особливо характерно для сімей вчителів і науковців, які хотіли забезпечити найвищу можливу освіту для своїх синів і дочок.

##### Цивільні і військові роботи
Робоча сила в Халіфаті мала різні етнічні та релігійні особливості. Чоловіки і жінки працювали за різними спеціальностями, а також брали участь у різних видах економічної діяльності. Жінки були зайняті в широкому спектрі комерційної діяльності та різноманітних професій[сторінка?]. Наприклад, у первинному секторі, як фермерки, вторинному, як, наприклад, будівельниці, мулярки, облицювальниці тощо), а також у третинному секторі, як інвесторки, лікарки, медсестри, президенти гільдій, торговиці, кредиторки, вчені тощо).[сторінка?]. Мусульманки також мали монополію в окремих галузях текстильної промисловості, в найбільших у той час і найбільш спеціалізованих і орієнтованих на ринок: у прядінні, фарбуванні і вишиванні. Для порівняння, жіночі права власності і найманої праці були відносно рідкісні в Європі до промислової революції XVIII–XIX століть.

##### Власність, шлюб та інші права
Згідно з біллем про права жінок, жінки, як правило, мають менше юридичних обмежень згідно з ісламським правом (шаріатом), ніж у деяких західних правових системах до ХХ століття. Наприклад, у рамках традиційного тлумачення шаріату, жінки мають право зберегти своє прізвище при вступі в шлюб, успадковувати і передавати у спадщину; самостійно керувати своїми фінансовими справами, а також укладати шлюби і подавати на розлучення. З іншого боку, обмеження на правоздатність одружених жінок відповідно до французьких законів мали місце до 1965 року. В XV столітті і раніше, на відміну від західного світу, де розлучення було порівняно рідкісним явищем, розлучення (таляк) в мусульманському світі було поширеним явищем у деяких місцях. У султанаті мамлюків і ранній Османській імперії рівень розлучень вищий, ніж сьогодні на сучасному Близькому Сході, принаймні, за даними одного дослідження. У XV столітті в Єгипті Ас-Сахаві записав сімейну історію 500 жінок і виявив, що принаймні третина жінок в султанаті мамлюків у Єгипті і Сирії були одружені кількаразово, багато жінок були в шлюбі по три або більше разів.

### XIX століття
Сучасний рух ісламського фемінізму почався в XIX столітті. Іранська поетеса Тахіре була першою сучасницею, яка взялася за тлумачення Корану. Вона народилася і виросла в традиційній мусульманській сім'ї, пізніше стала видатною учасницею «Жіночої віри», де відкрито засудила багатоженство, носіння чадри та інші обмеження, покладені на жінок. Однією з її найвідоміших цитат Тахіре є вислів: «Ви можете мене вбити, коли тільки захочете, але ви не можете зупинити звільнення жінок».
Єгипетського юриста Касима Аміна, автора праці Tahrir al mara'a (Звільнення жінок, 1899), часто називають батьком єгипетського феміністського руху. У своїй роботі Амін критикує деякі з поширених практик у суспільстві, такі як багатоженство, паранджу, тобто сегрегацію жінок в ісламі. Він говорив, що це суперечить істинному духу ісламу. Його роботи справили величезний вплив на політичні жіночі рухи в ісламському та арабському світі, їх читають і донині.
Однак менш відомі жінки передували Аміну з феміністською критикою своїх суспільств. Жіноча преса в Єгипті почала висловлювати подібні думки з моменту своїх перших випусків у 1892 році. Європейські феміністки читали статті єгипетських, турецьких, іранських, сирійських та ліванських авторів та авторок і обговорювали їх значимість для Близького Сходу в загальній пресі .

### XX століття

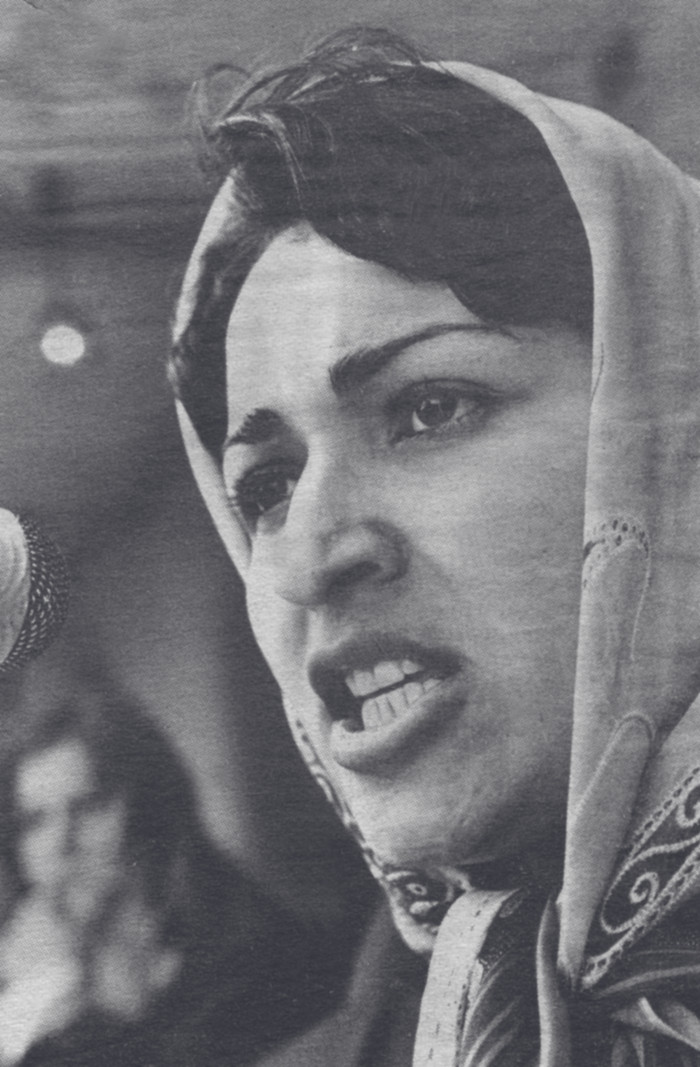
Міна Кешвар Камаль (1956—1987), засновниця Революційної асоціації жінок Афганістану

Айша Абд аль-Рахман, яка писала під псевдонімом Бінт аль-Шаті («Дочка берега річки»), була другою сучасною жінкою, яка тлумачила Коран, і хоч не вважала себе феміністкою, в своїх роботах вона розкривала феміністські теми. Аль-Рахман почала писати популярні книги 1959 року, тоді ж, коли Нагіб Махфуз опублікував свою алегоричну і феміністську версію життя Мухаммада. Аль-Рахман написала біографії жінок в ісламі, зокрема про матерів, дружин і дочку пророка Мухаммеда, а також літературну критику[сторінка?].
«Арабська весна» помітно пожвавила активізм і рух за правові реформи серед жінок. З недавніх пір ісламські феміністки почали виступати за рівність у мечеті і рівність у молитві22[джерело?].

### Революційна асоціація жінок Афганістану

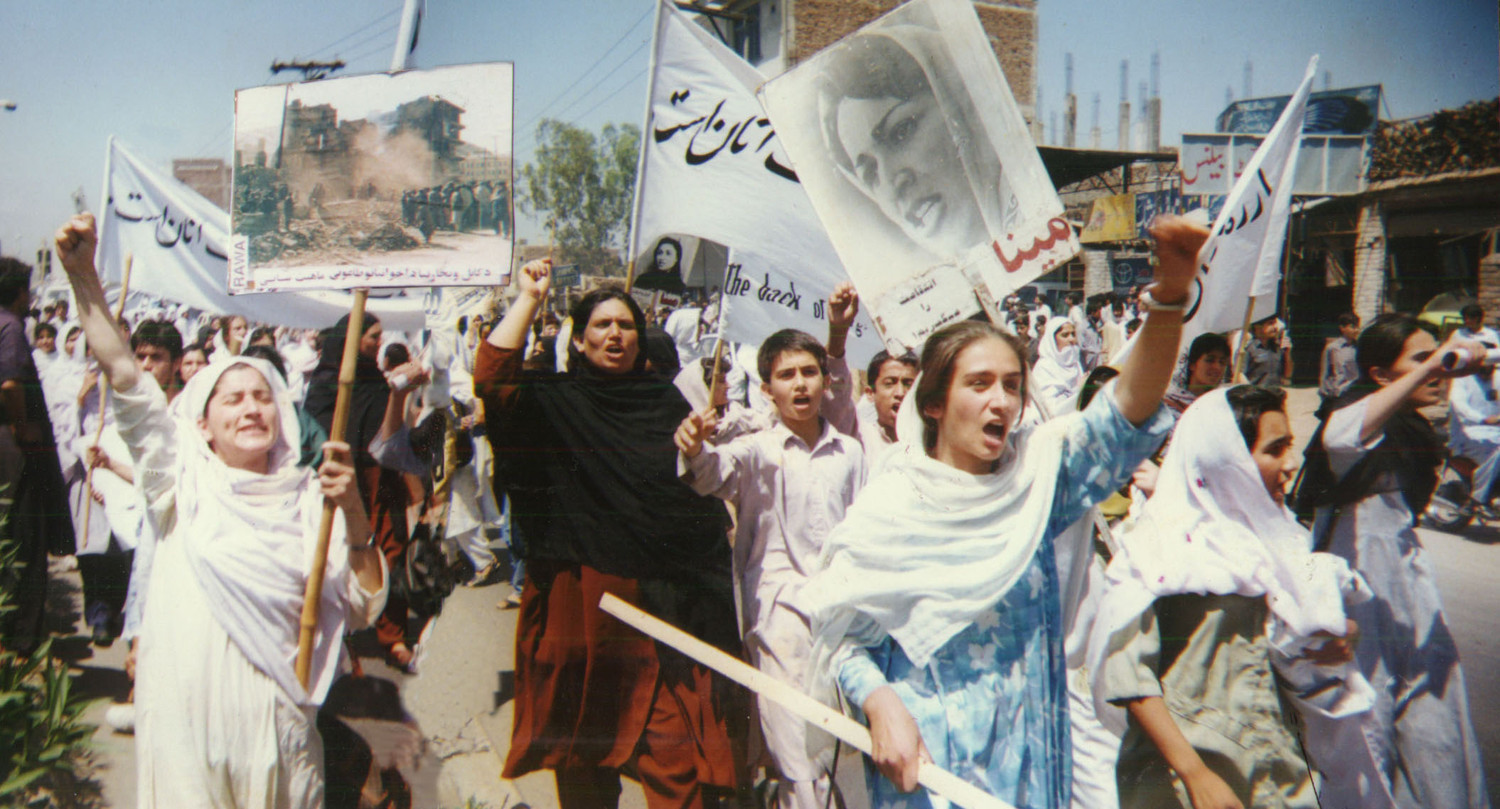
Протестна акція проти Талібану RAWA в Пешаварі, Пакистан, 28 квітня 1998 р.

Феміністична організація, що нині базується в Кветті (Пакистан), виступає на захист прав жінок та ідей секулярної демократії. Заснована 1977 року Міною Кешвар Камаль, афганською студенткою і феміністкою, вбитою з політичних мотивів у 1987.
Асоціація прагне залучити афганок до участі в політичних і соціальних діях на захист дотримання прав людини щодо жінок, виступає проти фундаменталістської політики Афганістану та за всебічне роззброєння.
Асоціація спочатку виступала проти прорадянського уряду Афганістану, а згодом — проти уряду моджахедів і талібських ісламістів, а проти форми ісламської республіки, підтримуваної США, а наразі проти Талібану, що захопив Афганістан у 2021 році.

## Проблема ісламського фемінізму на Заході
Ряд західних ЗМІ помітили ідеологічну проблему багатьох ісламських феміністських організацій із західної Європи і США. Зокрема, той факт, що під приводом фемінізму багато активістів та активісток борються з ісламофобією в західній спільноті, за право мусульман відкрито практикувати віру. Одночасно вони активно критикують сіонізм, нехтують пригнічення мусульманами жінок з релігійних меншин, наприклад, єзидок. Такий варіант «ісламського фемінізму» підтримується багатьма західними ліберальними рухами і ліберальними/феміністськими медіа. Такі активісти де факто підтримують патріархальні установки в ісламі, заперечують мізогінію всередині ісламської діаспори або вважають її незначною, навпаки, пропагуючи пуританське бачення жінки, як скромної домогосподарки і слуги чоловіка, що в корені суперечить ідеології фемінізму. Це стає причиною ідеологічного конфлікту з феміністичнитахірми організаціями в ісламських країнах, чия ідеологія базується на боротьбі з патріархальними установками ісламської спільноти.